# Coupe de France de hockey sur glace 2009-2010
Navigation
Coupe de France 2009 Coupe de France 2011
La Coupe de France de hockey sur glace 2009-2010 débute le 3 octobre. La finale a été remportée par les Diables rouges de Briançon. L'équipe haut-alpine remporte le premier titre majeur de son histoire.

## Déroulement de la compétition

### Premier tour
3 octobre
- Français Volants – Viry : 6-3
- Boulogne-Billancourt – Courbevoie : 2-13
- Orléans – Entente Deuil-Garges : 2-5
- Le Havre – Meudon : 1-8
- Évry – Asnières : 2-3
- Toulon – Lyon : 2-4
- Valence – Chambéry : 7-2
- Val Vanoise – Nice: 3-5
- Cherbourg – Brest : 2-16
- Cholet – Tours : 7-2
- Clermont-Ferrand – Anglet : 6-5
- Limoges – Toulouse : 0-9
- Besançon – Annecy : 0-6
- Belfort – Mulhouse : 0-7
- Valenciennes – Amnéville : 0-18
- Compiègne – Reims : 0-6

### Seizième de finale
27 octobre
- Lyon - Villard-de-Lans : 2-7
- Briançon - Gap : 3-2 (1-0, 0-0, 2-2)

- Annecy - Nice : 3-2 t.a.b. (0-0, 1-1, 1-1, 0-0, 1-0)
- Entente Deuil-Garges - Gothiques d'Amiens : 2-8 (1-4, 1-0, 0-4)
- Rouen - Neuilly-sur-Marne : 6-2 (3-2, 1-0, 2-0)
- Meudon - Asnières : 4-11 (0-1, 1-5, 3-5)
- Courbevoie - Reims : 6-4 (3-1, 2-2, 1-1)
- Français Volants - Dijon : 2-6
- Mulhouse - Amnéville : 5-1 (1-0, 3-0, 1-1)
- Strasbourg - Épinal : 3-2 (1-1, 0-1, 2-0)
- Caen - Brest : 2-4 (0-2, 2-0, 0-2)
- Cholet - Angers : 1-7 (0-3, 1-2, 0-2)
- Clermont-Ferrand - Valence : 0-7 (0-1, 0-3, 0-3)

28 octobre
- Avignon - Toulouse : 7-3 (3-1; 2-2; 2-0) (arrêté en cours de jeu à la suite du décès de Jean-François Pointet, entraîneur-joueur des Castors).

Non disputés
- Mont-Blanc - Morzine-Avoriaz
- Chamonix - Grenoble

Les clubs de Grenoble et Mont-Blanc sont exclus de la compétition.

### Huitième de finale
24 novembre
- Courbevoie – Rouen : 1-11 (0-6; 0-3; 1-2)
- Angers – Brest : 7-2 (2-0; 3-1; 2-1)
- Villard-de-Lans – Briançon : 2-6 (0-3; 1-2; 1-1)

- Valence – Avignon : 2-5 (1-1; 0-2; 1-2)
- Annecy – Mulhouse : 1-4 (1-1; 0-2; 0-1)
- Chamonix - Morzine-Avoriaz : 3-6 (1-2; 2-1; 0-3)

25 novembre
- Asnières – Gothiques d'Amiens : 3-9 (1-1; 2-4; 0-4)

1er décembre
- Dijon - Strasbourg : 2-3 (0-0; 2-0; 0-3)

### Quart de finale
23 décembre
- Morzine-Avoriaz - Angers : 4-5 (1-1, 1-1; 2-3)
- Briançon - Amiens : 5-1 (1-1, 2-0, 2-0)

- Mulhouse - Rouen : 0-8 (0-3; 0-4; 0-1)
- Avignon - Strasbourg : 3-5 (0-0; 2-3; 1-2)

### Demi-finale
5 janvier
- Strasbourg - Briançon : 2-5 (0-1; 2-2; 0-2)
- Rouen - Angers : 7-0 (2-0; 3-0; 2-0)

### Finale
31 janvier
| 31 janvier 2010 | Rouen | 1-2 (TB) (1-0, 0-1, 0-0, 0-0, 0-1) | Briançon | 13 359 spectateurs |

| Feuille de match | Feuille de match             | Feuille de match | Feuille de match                                              | Feuille de match |
| ---------------- | ---------------------------- | ---------------- | ------------------------------------------------------------- | ---------------- |
|                  | 13 min 11 s, Tardif (Zwikel) |                  | 38 min 05 s, Bernier (Guénette, Groleau) 65 min 00 s, Terglav |                  |
| Koenig           | Gardiens                     | Sopko            |                                                               |                  |
| 16 min           | Pénalités                    | 12 min           |                                                               |                  |
|                  |                              |                  |                                                               |                  |

#### Vainqueurs
| Vainqueur Coupe de France 2010 Diables Rouges de Briançon | Gardiens de but : Aurélien Bertrand, Ramón Sopko Défenseurs : Stéphane Gervais, François Groleau, Michal Korenko, Gary Lévêque, Maks Selan, Sebastian Sjösten, Viktor Szélig Attaquants : Marc-André Bernier, Peter Bourgaut, Brice Chauvel, François-Pierre Guénette, Joni Lindlöf, Quentin Pépy, Mickaël Pérez, Mathieu Reverdin, Timo Seikkula, Edo Terglav (C), Damien Raux, Sébastien Rohat. Entraineur en chef : Antoine Lucien Basile |

#### Finalistes
Dragons de Rouen :
- Gardiens de but : Fabrice Lhenry, Trevor Koenig.
- Défenseurs : Petri Virolainen, Daniel Babka, Daniel Carlsson, Cédric Custosse, David Holmqvist, Magnus Eriksson.
- Attaquants : Jonathan Zwikel, Loïc Lampérier, Jérémie Romand, Carl Mallette, Ilpo Salmivirta, Lionel Tarantino, Marc-André Thinel, Julien Desrosiers, Luc Tardif Junior, Éric Doucet (C), Alexandre Mulle, Anthony Rech.
- Absents : Kai Öhberg (malade), Adrien Fénart, Mickaël Muller.
- Entraîneurs : Christian Pouget, Rodolphe Garnier.